# Augustenborg Fjord
Augustenborg Fjord är 10 kilometer lång vik på ön Als i södra Danmark. I botten av fjorden ligger den gamla byn Augustenborg samt slottet Augustenborgs slott med slottsträdgård ut mot fjorden. Ön Katholm ligger i den nordöstra delen av Augustenborg Fjord.
Under vikingatiden var Mjang Dam en del av Augustenborg Fjord, men nu är det mesta av området täckt av bladvass. Den öppna vattenytan i Mjang Dam har förbindelse med Augustenborg Fjord via en kanal. 
Pansarbåten Rolf Krake var stationerad i Augustenborg Fjord under Dansk-tyska kriget men kunde inte hindra preussiska styrkor fran att inta Als.